# Цуханова, Ольга Александровна
Ольга Александровна Цуханова (1914 — ?) — советский теплофизик, лауреат Сталинской премии.
После окончания МГУ работала в Теплотехническом институте (1936—1938).
В 1938 году по приглашению своего бывшего преподавателя Александра Саввича Предводителева перешла в лабораторию по физике горения Энергетического института АН СССР. Изучала процессы горения углерода.
После начала войны в составе группы теплофизиков направлена на танковый завод с задачей по увеличению производительности газогенераторов. По результатам работы награждена значком «Отличнику танковой промышленности».
Совместно с В. С. Альтшуллером и Л. С. Галынкером под руководством члена-корреспондента АН СССР А. Б. Чернышёва провела на Уралмашзаводе и Серовском заводе срочную работу по переводу газогенераторов на местный уголь и повышению их производительности.
В 1943 г. защитила диссертацию на соискание степени кандидата физико-математических наук.
Сталинская премия в составе авторского коллектива — за теоретические и экспериментальные исследования процесса горения углерода, изложенные в монографии «Горение углерода» (1949)
Последние публикации датированы 1973 годом.
Сочинения:
- Горение углерода: Опыт построения физ.-хим. основ процесса / А. С. Предводителев, Л. Н. Хитрин, О. А. Цуханова, X. И. Колодцев, М. К. Гроздовский; Акад. наук СССР. Энергет. ин-т им. Г. М. Кржижановского. — Москва; Ленинград : Изд-во и 2-я тип. Изд-ва Акад. наук СССР, 1949 (Москва). — 408 с. : ил.; 26 см.
- Л. Н. Хитрин, О. А. Цуханова, «Горение углерода», УФН, 41:3 (1950), 311—330
- Gorshunov O. L., Tsukhanova O. A., Knyazheskaya M. V. Thermodynamic calculation of the equilibrium compositions of the system carbide-hydrogen-oxygen //Soviet Powder Metallurgy and Metal Ceramics. — 1973. — Т. 12. — №. 4. — С. 319—323.

Редактор:
- Топливо и его сжигание: [Учеб. пособие для студентов металлургич. вузов] / Под ред. проф. М. Б. Равича и канд. физ.-матем. наук О. А. Цухановой. — 3-е изд., испр. и доп. — Москва : Металлургиздат, 1959. — 400 с. : ил., карт.; 23 см.

Переводчик:
- Убеллоде А. Р., Льюис Ф. А. Графит и его кристаллические соединения / пер. с англ. Е. С. Головина, О. А. Цуханова. М. : Мир, 1965. 257 с.